# Березянка
Березя́нка — село в Україні, у Ружинській селищній територіальній громаді Бердичівського району Житомирської області. Кількість населення становить 689 осіб (2001). У селі бере початок річка Березянка. У 1923—2020 роках — адміністративний центр однойменної сільської ради.

## Населення
В середині 19 століття в селі нараховувалося 1 145 осіб, з них: православних — 880, римокатоликів — 250 та 15 юдеїв, наприкінці 19 століття — 1 668 осіб, з них: чоловіків — 850, жінок — 818; дворів — 324, за іншими даними, дворів — 250, жителів — 2 200.
Відповідно до перепису населення СРСР, на 17 грудня 1926 року чисельність населення становила 2 117 осіб, з них за статтю: чоловіків — 1 035, жінок — 1 082; етнічний склад: українців — 2 103, євреїв — 14. Кількість домогосподарств — 481, з них, несільського типу — 7.
У 1972 році кількість мешканців становила 1 162 особи, дворів — 367.
Відповідно до результатів перепису населення СРСР, кількість населення, станом на 12 січня 1989 року, становила 812 осіб, станом на 5 грудня 2001 року, відповідно до перепису населення України, кількість мешканців села становила 689 осіб.

## Історія
На початку 18 століття село, разом з навколишніми Бабинцями, Мовчанівкою, Морозівкою, Новохвастовим та Сніжною, входило до Погребищського ключа; раніше перебувало у власности князів Вишневецьких, гетьмана Радзивілла та графів Жевуських. У 1805 році маєток у графа Адама Жевуського купив генерал Стефан Любовицький, після смерти котрого Морозівку з Березянкою успадкував його син, Вацлав Любовицький. У 1848 році в селі збудовано нову дерев'яну церкву, Архістратига Михаїла, на місці старої, збудованої 1793 року. Церква належала до 7-го класу, мала 42 десятини землі, у 1839 році об'єдналася з католицькою церквою. До парафії також належали села Озерна та Чехова.
В середині 19 століття — село при дорозі до Паволочі, біля витоку річки Березянки, за 15 верст від Морозівки, належало Вацлаву Любовицькому.
Наприкінці 19 століття — власницьке село в складі Топорівської волості Сквирського повіту Київської губернії; відстань до повітового центру, м. Сквира, становила 18 верст, до волосного центру, с. Топори, де розміщувалася також найближча поштова земська станція — 12 верст, до найближчої залізничої станції, Зарудинці, де також розміщувалася найближча телеграфна станція — 19 верст, до поштової казенної станції, в Ружині — 15 верст. В селі були православна церква, церковно-приходська школа, 2 водяних млини та 2 вітряки, винна лавка. Основним заняттям мешканців було рільництво, крім цього, селяни ходили на заробітки до Києва, Одеси та Херсонської губернії. Землі — 2 425 десятин: поміщикам належало 764 дес., церкві — 47 дес., селянам — 549 дес., іншим станам — 1 065 дес. Село належало Цицилії Вацлавівні Залєській з Любовицьких, котра володіла 1 777 дес. двірських земель, господарював управитель Станіслав Залєський, господарство велося за трипільною системою.
У 1923 році увійшло до складу новоствореної Березянської сільської ради, котра, від 7 березня 1923 року, стала частиною новоутвореного Погребищенського району Бердичівської округи; адміністративний центр ради. 17 червня 1925 року, відповідно до постанови ВУЦВК та РНК УСРР «Про адміністраційно-територіяльне переконструювання Бердичівської й суміжних з нею округ Київщини, Волині й Поділля», село, в складі сільської ради, передане до Ружинського району. Відстань до районного центру, містечка Ружин, становила 18 верст, до окружного центру в Бердичеві — 70 верст, до залізничної станції Зарудинці — 18 верст. 30 грудня 1962 року село, разом із сільською радою, передане до складу Попільнянського району Житомирської області, 4 січня 1965 року, після відновлення Ружинського району, повернуте до його складу.
У 2020 році територію та населені пункти Березянської сільської ради Ружинського району Житомирської області, відповідно до розпорядження Кабінету Міністрів України № 711-р від 12 червня 2020 року «Про визначення адміністративних центрів та затвердження територій територіальних громад Житомирської області», включено до складу Ружинської селищної територіальної громади Бердичівського району Житомирської області.

## Відомі люди
- Очеретяний Володимир Володимирович (1979—2023) — молодший сержант Збройних сил України, учасник російсько-української війни, Герой України (2024, посмертно).